# Hôtel du Gouvernement (Saint-Christophe-et-Niévès)
Pour les articles homonymes, voir Government House.
L'hôtel du Gouvernement, connu également sous le nom de Springfield House, est la résidence officielle du gouverneur général de Saint-Christophe-et-Niévès.

## Historique
En 1828, la terre de l'hôtel du Gouvernement appartenait à Sir James Henry Blake et la louait à William Derrickson Beard. En 1837, sir Henry Blake vendit le terrain à Thomas Harper, qui la rebaptisa Spingfield, et y fit construire une maison. En 1854, une virulente épidémie de choléra dans les Caraïbes commença à atteindre Saint-Christophe-et-Niévès et, l'hôpital en parvenant pas à gérer l'afflux de malades, il fut décidé que la maison servirait de refuge aux malades et aux démunis.
En 1855, le domaine de Springfield fut cédé à l'Église anglicane qui transforma la maison en presbytère sous l'égide de l'archidiacre Jermyn. En 1861 lui succéda l'archidiacre George Meade Gibbs. Mais les années 1860 sont généralement considérés comme étant compliquées pour l'Église locale. En effet, le ministère des Colonies recommanda la dissolution de l'Église d'Angleterre dans les colonies au motif qu'elle ne concernait qu'une faible partie de la population. Le démantèlement de l'église est acté la loi de 1874. Lorsque l'archidiacre Gibbs prend sa retraite, Springfield House est à nouveau disponible pour l'administration de l'île.
En 1882, le gouvernement, siégeant à Springfield, préfère ne plus s'y rendre au vu des dégâts causés par les ouragans et les pluies. Le bâtiment fut considérablement restauré avec de nouvelles poutres, un nouveau toit, de nouveaux revêtements de sols, etc. De nouveau en 1884, le bâtiment se délabre avec de nombreuses fuites d'eau et n'est plus étanche. Les travaux de rénovation commencèrent la même année. En 1909, une remise et une écurie sont construites.
Depuis 1946, Springfield est la résidence officielle du représentant de Sa Majesté sur l'île.

## Décoration intérieure
L'hôtel du Gouvernement contenait un grand hall d’entrée et une salle à manger et un salon séparés aux proportions considérables. Il y avait cinq chambres, les fenêtres et les portes ont été installées avec des protections contre les moustiques. Un piano est ajouté en 1915.